# Silvio Fernández (schermidore 1979)
Silvio Ernesto Fernández Briceño (Caracas, 9 gennaio 1979) è uno schermidore venezuelano.
Ha rappresentato il Venezuela alle olimpiadi di Rio 2016.

## Palmarès
In carriera ha conseguito i seguenti risultati:
- Giochi Panamericani:

Santo Domingo 2003: argento nella spada individuale ed a squadre.
Rio de Janeiro 2007: argento nella spada a squadre e bronzo individuale.
Guadalajara 2011: argento nella spada a squadre e bronzo individuale.
Toronto 2015: argento nella spada a squadre.
- Campionati Panamericani:

2007: oro nella spada individuale.
2013: oro nella spada individuale.